# Lestre
Lestre település Franciaországban, Manche megyében. Lakosainak száma 244 fő (2022. január 1.). Lestre Aumeville-Lestre, Octeville-l’Avenel, Ozeville, Quinéville, Saint-Martin-d’Audouville és Vaudreville községekkel határos.

## Népesség
A település népességének változása:
| Lakosok száma | 366  | 230  | 256  | 248  | 274  | 256  | 248  | 249  | 248  | 244  |
|               | 1968 | 1982 | 1990 | 2006 | 2013 | 2015 | 2017 | 2019 | 2020 | 2022 |